# Zohreh Tabibzadeh-Nouri
Zohreh Tabibzadeh-Nouri (en persan : زهره طبیب‌زاده نوری), née vers 1960 à Téhéran (Iran), est une femme politique iranienne. Membre du Front de la stabilité de la révolution islamique, elle est présidente du Centre des femmes et des Affaires familiales entre 2006 et 2009 puis députée entre 2011 et 2016.

## Biographie
Elle est dentiste de profession.